# Ellen Sprunger
Ellen Sprunger (* 5. August 1986 in Nyon) ist eine ehemalige Schweizer Siebenkämpferin. Mit 6124 Punkten hält sie die zweitbeste Leistung einer Schweizerin aller Zeiten, und sie gehörte auch im Sprint zur Schweizer Elite.

## Sportliche Karriere
Ende 2008 wurde Ellen Sprunger ins Förderprojekt World Class Potentials des Schweizerischen Leichtathletik-Verbands aufgenommen. Ihre jüngere Schwester Léa Sprunger (* 1990) ist ebenfalls Leichtathletin, beide starten für COVA Nyon. Trainiert wurde Ellen Sprunger seit 2010 vom Schweizer Mehrkampftrainer Adrian Rothenbühler. 
Sie war ein Teil der Schweizer 4-mal-100-Meter-Staffel und hielt in dieser Disziplin gemeinsam mit Sarah Atcho, Salomé Kora und Ajla Del Ponte den Schweizer Rekord mit 42,87 Sekunden, den sie an den Europameisterschaften in Amsterdam 2016 im Vorlauf aufgestellt hatten.
2018 gab sie ihren Rücktritt vom Spitzensport bekannt.

## Ehrungen
- Ellen Sprunger wurde zur Schweizer Leichtathletin des Jahres 2012 gewählt.

## Erfolge
- 2008: Schweizer Meisterin Siebenkampf und 200-Meter-Lauf; Schweizer Hallenmeisterin 200-Meter-Lauf
- 2009: 4. Rang Universiade Siebenkampf; Schweizer Hallenmeisterin 60-Meter-Lauf und 200-Meter-Lauf
- 2010: Schweizer Hallenmeisterin Fünfkampf, 60-Meter-Lauf und 200-Meter-Lauf
- 2011: Schweizer Meisterin Siebenkampf; 14. Rang Mehrkampf-Meeting Götzis
- 2012: Schweizer Hallenmeisterin Fünfkampf; 19. Rang Olympische Spiele
- 2013: Schweizer Hallenmeisterin Fünfkampf

## Persönliche Bestleistungen
- Siebenkampf: 6124 Punkte, 20. Mai 2012 in Landquart
- 200-Meter-Lauf: 22,89 Sekunden, 17. Juli 2016 in Genf[1]
- Fünfkampf (Halle): 4322 Punkte, 19. Februar 2012 in St. Gallen